# Two Lights State Park

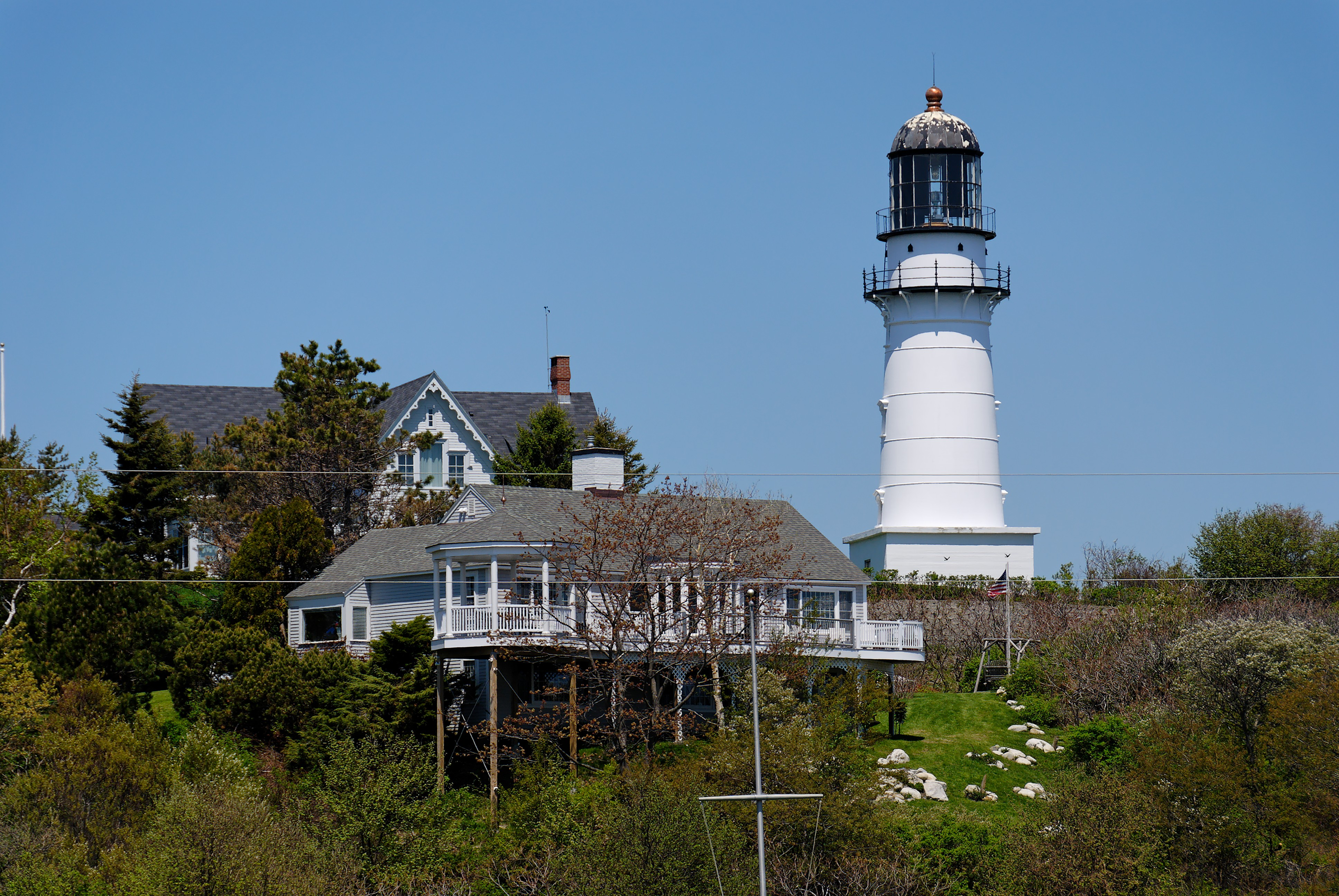
Leuchtturm von Two Lights

Der Two Lights State Park ist ein State Park im Cumberland County im US-Bundesstaat Maine. Der 16 Hektar große Park liegt an der Felsküste Maines östlich der Stadt Portland an der Casco Bay nahe Cape Elizabeth.

## Geschichte
Der State Park wurde 1961 gegründet. Der Name des Parks stammt von den zwei Leuchtfeuern, die 1828 errichtet wurden. Das östliche Leuchtfeuer ist noch aktiv und wird Cape Elizabeth Lighthouse genannt. 1963 wurde das Leuchtfeuer automatisiert, 1974 wurde der Leuchtturm in das National Register of Historic Places eingetragen. Das westliche Leuchtfeuer wurde 1924 außer Dienst gestellt und befindet sich heute in Privatbesitz. Cape Elizabeth Light diente Edward Hopper als Motiv für mehrere Aquarelle und Gemälde, unter anderem für sein 1929 entstandenes Bild The Lighthouse at Two Lights. Während des Zweiten Weltkriegs wurde an der Bucht eine Küstenbatterie angelegt. Bunker und ein Beobachtungsturm aus Beton sind noch erhalten, aber nicht zugänglich.

## Touristische Einrichtungen
Der Besuch des Parks ist gebührenpflichtig. Der Park verfügt über einen Picknickbereich mit Aussicht über die Casco Bay. Etwa ein Kilometer südlich liegt der 98 Hektar große Crescent Beach State Park, der 1966 an einem etwa 1,5 Kilometer langen, halbmondförmigen Sandstrand eröffnet wurde. Der Strand dient für vielfältige Freizeit- und Wassersportaktivitäten, hinter dem Strand liegt ein bewaldeter Dünengürtel, durch den Spazierwege führen. Im Winter werden im Park Langlauf-Loipen gespurt.